# Andrej Dobovičnik
Andrej Dobovičnik (Celje, 14 ottobre 1967) è un allenatore di calcio a 5 ed ex giocatore di calcio a 5 sloveno.

## Carriera

### Giocatore
Cresciuto nel Pelikan Celje, nel corso della sua carriera ha indossato le maglie di Mila Juventus, Sportklub, Klateže, Sevnica e Dobovec. Ha vinto tre campionati nazionali con Mila Juventus, Sevnica e Pelikan Celje mentre in nazionale, con la quale ha debuttato il 14 maggio 1996 contro la Russia, ha giocato 35 partite e 6 reti.

### Allenatore
Dobovičnik è stato commissario tecnico della Slovenia dal 20 dicembre 2005 al 5 febbraio 2020 per un totale di 179 partite (84 vittorie, 27 pareggi e 68 sconfitte). Nel settembre del 2020 viene nominato selezionatore della nazionale slovena Under-19. Nell'estate seguente viene nominato allenatore del Litija.

## Palmarès
- Campionato sloveno: 3

Mila Juventus: 1995-1996
Sevnica: 1997-1998
Celje: 1999-2000